# San Miguel de Abona
San Miguel de Abona és un municipi de l'illa de Tenerife, a les illes Canàries. San Miguel és un municipi tradicionalment dedicat a l'agricultura de zona de medianías que en tota l'extensió de la seva superfície oferix una varietat de racons de gran contrast. El seu nucli antic, auster però singular, és conjunt històric artístic. En ell existeixen nombrosos guachinches (tavernes) on degustar els productes de la terra. No lluny d'allí, des dels miradors de la Centinela o el Frontón, poden contemplar-se diverses vistes panoràmiques de San Miguel i dels municipis limítrofs d'Arona i Granadilla de Abona. En els últims anys el turisme ha estat una activitat econòmica que ha començat a prosperar en el municipi després de la implantació de les urbanitzacions turístiques Amarilla Golfo i Golfo del Sur que exploten una oferta basada en l'oci esportiu i en la pràctica del golf. No lluny d'aquí, en els cims del municipi pot trobar-se un paisatge abrupte esquitxat per un conjunt de cons volcànics. En la costa, reduïda i parcialment escarpada, hi ha una successió de petites platges de sorra volcànica.

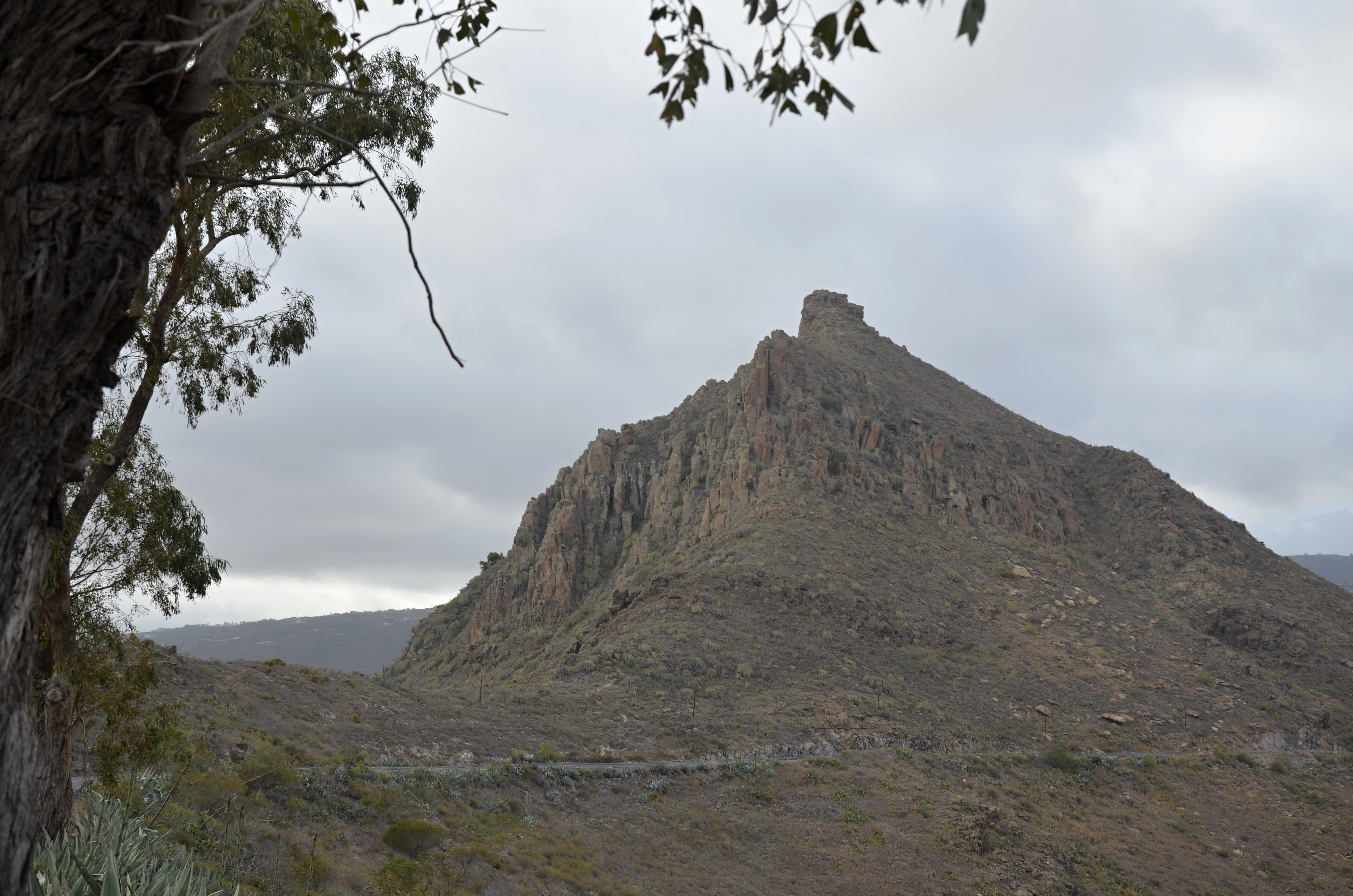
Roque de Jama